# چیمینی راک (کلرادو)
چیمینی راک (به انگلیسی: Chimney Rock) یک منطقهٔ مسکونی در ایالات متحده آمریکا است که در شهرستان آرچولتا، کلرادو واقع شده‌است. چیمینی راک ۲٬۳۹۸ متر بالاتر از سطح دریا واقع شده‌است.